# Siły Powietrzne i Obrony Przeciwlotniczej
Siły Powietrzne i Obrony Przeciwlotniczej – rodzaj sił zbrojnych Sił Zbrojnych Federacji Rosyjskiej

## Formowanie i zmiany organizacyjne
Rozkaz prezydenta Rosji nr 725 z 16 lipca 1997 nakazał integrację dotąd samodzielnych Wojsk Obrony Powietrznej z  Siłami Powietrznymi. Jednym z następstw reorganizacji armii w latach 1997–1998 było rozdzielenie systemu obrony powietrznej oraz systemu obrony przeciwrakietowej i kosmicznej. W rezultacie reorganizacji utworzono samodzielne Siły Powietrzne i Obrony Przeciwlotniczej, oraz Strategiczne Wojska Rakietowe, które zawierały składowe trwale rozdzielonych systemów OP oraz obrony przeciwrakietowej i kosmicznej.
W ramach reorganizacji rozformowano pięć armii lotniczych, 12 dywizji lotniczych, oraz około 70 pułków. Przeformowano 134 jednostki, a ponad 600 zmieniło podporządkowanie. W 1998 zlikwidowano 123000 etatów, a stan osobowy pomniejszono z 318000 do 192700  żołnierzy. 
Park lotniczy został zredukowany o około 50%, z eksploatacji wyłączono 32 lotniska operacyjne, do dyspozycji administracji cywilnej przekazano 310 garnizonów. W pułkach lotniczych zredukowano liczbę eskadr z trzech do dwóch, a liczna samolotów bojowych spadła z 40 do 26-28. Do rezerwy sprzętowej  wycofanoczęściowo samoloty myśliwskie Su- 27, MIG-31 i MIG-29. Ze 102 pułków lotnictwa myśliwskiego w SPiOP pozostało około 70, a z 70 pułków rakietowych OP około 40. W 2002  w skład SPiOP zostały włączone jednostki lotnictwa wojsk lądowych - pułki śmigłowców bojowych. Je także dosięgnęła redukcja.
Już 1 marca 1998 ogłoszono gotowość operacyjną „nowych” sił powietrznych. Utworzony został Moskiewski Okręg Sił Powietrznych i Obrony Powietrznej, 37 Armia Lotnictwa Dalekiego Zasięgu, 61 Armia Lotnictwa Transportowego, 4 Armia Lotnicza i Obrony Powietrznej, 6 ALiOP, 11 ALiOP, 14 ALiOP, 5 Korpus Lotniczy i Obrony Powietrznej. Utworzono także sześć dowództw operacyjno-strategicznych i podporządkowano im elementy sił powietrznych dyslokowane na ich terenie, z wyjątkiem 37 ALDZ i 61 ALTr podległych bezpośrednio Naczelnemu Dowódcy. Nastąpiła redukcja liczby żołnierzy z około łącznie 400 000 w siłach powietrznych i wojskach obrony powietrznej w 1997 do około 210 000 w „nowych” siłach powietrznych w roku 1998 i do około 180 000 rok później.
W 2001 wszedł w życie dekret prezydenta  w sprawie zapewnienia budowy i rozwoju Sił Zbrojnych FR oraz poprawy ich struktur.  Na jego mocy w miejsce 5 KLiOP powstała 5  ALiOP, a Moskiewski Okręg SPiOP przekształcono w Dowództwo Specjalnego Przeznaczenia SPiOP. Nowo sformowanemu dowództwu podporządkowano reaktywowaną 16 Armię Lotniczą, którą w niedługim czasie przeformowano w 16 Korpus Lotniczy. Od 1 stycznia 2003 w podporządkowanie Sił Powietrznych przeszło również lotnictwo wojsk lądowych. Tym sposobem zostało ono wzmocnione o około 2000 śmigłowców i 20000 żołnierzy.
W 2004 zakończono proces reorganizacji, a systematyczny wzrost wydatków obronnych spowolnił proces degradacji potencjału SPiOP.
W  2006 uruchomiono program budowy SOP-K, a kolejne lata dały początek procesu odbudowy i modernizacji rosyjskich Sił Powietrznych i Obrony Powietrznej. Wzrost nakładów finansowych skutkował powrotem rosyjskich strategicznych samolotów uderzeniowych na trasy patrolowania. W 2008 stan osobowy SPiOP wynosił około183000 żołnierzy, a w eksploatacji pozostawało około 2800 samolotów i śmigłowców.
Zgodnie z założeniami programu priorytet dla rozwoju Sił Powietrznych otrzymała budowa samolotu piątej generacji. Ponadto zakładał on modernizację posiadanych oraz zakup nowych samolotów, w tym 70 Su-34 48 Su-35S, 12 Su-27SM, 4 Su-30M2, 5 Ił-214 oraz 160 Jak-130. Dodatkowo do rosyjskich sił powietrznych trafić miało 156 śmigłowców, a także 23 zestawy przeciwlotnicze S-400.
14 października 2008 ogłoszono nowe założenia reformy Sił Zbrojnych Federacji Rosyjskiej. Zgodnie z ich treścią, wszystkie jednostki Sił Powietrznych miały zostać przeniesione do kategorii stałej gotowości bojowej. Planowano przejście z systemu dowodzenia ALiOP/korpus- dywizja-pułk/eskadra na system Dowództwo Sił Powietrznych i Obrony Powietrznej - Baza Lotnicza/Brygada Obrony Powietrzno-Kosmicznej/ -eskadra\pułk. Ponadto planowano reorganizację prawie stu dywizji i pułków lotniczych w 55 bazach lotniczych podzielonych na trzy kategorie. Na bazie Dowództwa Specjalnego Przeznaczenia SPiOP planowano sformowanie Dowództwa Obrony Powietrzno-Kosmicznej. Pierwszy etap reformy zakończono oficjalnie na koniec 2009 redukując liczbę jednostek organizacyjnych sił powietrznych z 360 do 180.
W lutym 2010  wprowadzona została w życie Doktryna Wojenna Federacji Rosyjskiej. Utworzone zostały cztery dowództwa operacyjno-strategiczne, a w ślad za nimi cztery okręgi wojskowe. Każdemu z nich podporządkowano jedno dowództwo SPiOP. W Zachodnim Okręgu Wojskowym na bazie 6 ALiOP i 16 Korpusu Lotniczego utworzono 1 Dowództwo SPiOP. W Centralnym Okręgu Wojskowym na bazie 14 ALiOP utworzono 2 Dowództwo SPiOP, we Wschodnim Okręgu Wojskowym na bazie 11 ALiOP utworzono 3 Dowództwo SPiOP, zaś w Południowym Okręgu Wojskowym  na bazie 4 ALiOP i 5 ALiOP utworzono 4 Dowództwo SPiOP. Ponadto na bazie 37 ALDZ utworzono Dowództwo Lotnictwa Dalekiego Zasięgu, a na bazie 61 ALTr Dowództwo Lotnictwa Transportowego. Korpusy i dywizje obrony powietrznej przeformowano w Brygady Obrony Powietrzno-Kosmicznej, włączając w ich struktury elementy wojsk radiotechnicznych.
Po aneksji Krymu utworzono na półwyspie 27 Mieszaną Dywizję Lotniczą, przez co znaczne zwiększono potencjał rosyjskiego lotnictwa dyslokowanego w rejonie Północnego Kaukazu. 1 sierpnia 2015 dekret prezydenta Federacji Rosyjskiej powołał w miejsce Dowództwa Sił Powietrznych i Dowództwa Obrony Powietrzno-Kosmicznej Główne Dowództwo Sił Powietrzno-Kosmicznych. Na bazie Sit Powietrznych i Wojsk Powietrzno-Kosmicznych powstały Siły Powietrzno-Kosmiczne. Tym samym Siły Powietrzne i Obrony Przeciwlotniczej przestały być rodzajem sił zbrojnych. Zdecydowano  o powrocie do systemu dowodzenia ALiOP-korpus\dywizja- pułk\eskadra. Dowództwa SPiOP przekształcone zostały na powrót w 4 ALiOP, 5  ALiOP, 6 ALiOP i 11 ALiOP. Lotnictwo dalekiego zasięgu i lotnictwo transportowe pozostawiono w podległości Dowódcy Sił Powietrznych. Dywizje OP-K przeznaczone do obrony Moskwy podległe dotąd pod DOP-K, przeszły natomiast w bezpośrednie podporządkowanie GDSP-K.